# Sant Pere Màrtir d'Algerri
Sant Pere Màrtir d'Algerri és una capella d'Algerri (Noguera) inclosa a l'Inventari del Patrimoni Arquitectònic de Catalunya.

## Descripció
Capella de petites dimensions i de propietat particular, tot constituint una dependència més dintre d'una casa de caràcter senyorial (cal Peret). És feta amb pedra i no presenta cap mena de decoració als seus murs. S'accedeix a l'interior pel costat, mitjançant una porta allindada que mostra, en relleu, les claus de sant Pere. Només disposa de dues obertures que il·luminen l'interior, situades a la paret de l'altar major, una finestra d'arc rebaixat i un òcul.

## Història
Aquesta capella fou realitzada durant el segle xviii per la família Bosch. S'hi celebraven misses per a la família i, puntualment, el dia de sant Pere es deia una missa i es donava xocolata a tots els assistents. La tradició de dir una missa el dia de sant Pere s'ha conservat fins al segle xx.
Actualment es troba fora de culte, forma part de la casa com una dependència més.